# Oblastní turistický odznak
Oblastní turistický odznak (dále jen OTO) je druhem ocenění i motivace turistické aktivity spojené s hlubším poznáváním určité oblasti. Průvodní brožurky – záznamníky vydávají turistické odbory Klubu českých turistů (dále jen KČT) či jejich nadřazené články a to nejen organizovaným turistům. Po splnění konkrétních podmínek uvedených v záznamníku OTO odznak od pořadatele turista získá, průvodní brožurku s razítky či jinými druhy potvrzení návštěvy si může ponechat. 
Podobné oblastním jsou TTO – Tematické turistické odznaky či Recestické turistické odznaky. 

## Odlišnosti TTO a OTO
Tematické turistické odznaky se dají plnit buďto v určitém ročním období, nebo v pevně stanoveném termínu, či určeným dopravním prostředkem, mívají dané téma. Navštívit a potvrdit svou návštěvu lokalit u OTO lze kdykoli.

## Evidence odznaků
Většinu turistických odznaků, nejen OTO, TTO, ale i výkonnostní, mezinárodní a jiné eviduje sekce pěší turistiky KČT. O jejich existenci a změnách referuje v časopise Turista i na webových stránkách. Odbory KČT si vedou vlastní evidenci, zajišťují tisk záznamníků a výrobu odznaků, jejich následnou distribuci turistům a také propagaci této turistické aktivity. U řady odznaků a záznamníků bylo vydání po letech (po doprodeji původních zásob) obnoveno i jinými spolky.

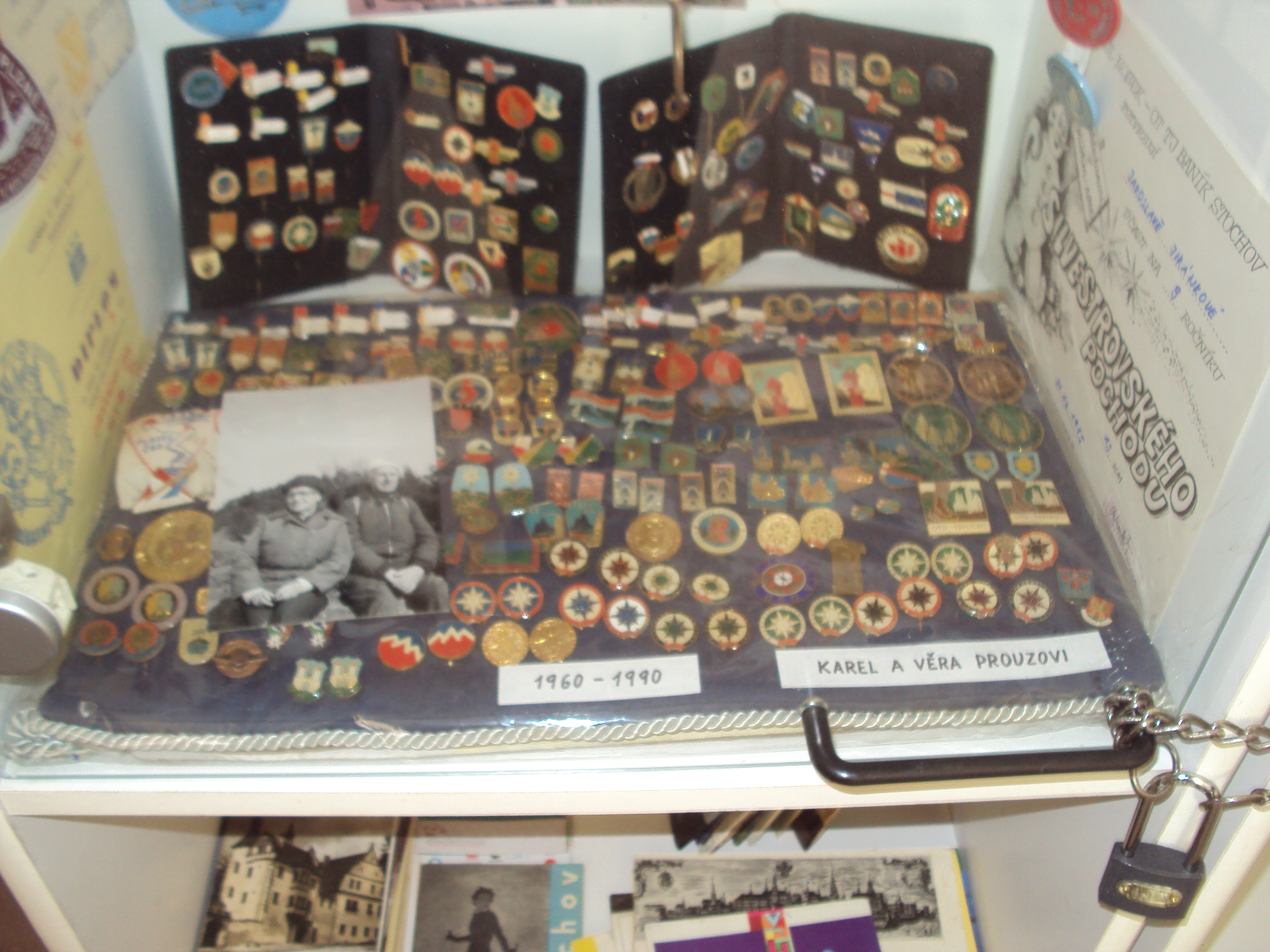
Sbírka turistických odznaků na výstavě KČT Česká Lípa

## Příklady OTO
- OTO Táborsko – vydal Táborský svaz turistiky v roce 1981, do konce roku 2008 jich bylo uděleno 2356
- OTO Slovácko – vydala znovu Okresní turistická rada Hodonín v roce 2009, podmínkou je navštívit 20 míst, z nichž je 7 povinných a 13 z výběru pochodů a dalších míst okresu
- OTO Českolipsko – vydal odbor KČT Česká Lípa v roce 1998, v záznamníku je 72 míst s různou hodnotou (od 1 do 4), k získání odznaku je třeba získat 60 bodů.[2]
- OTO Krkonoše – nový odznak, záznamník i podmínky místo původního stejnojmenného od OV ČSTV Turnov vydal KČT Bohuslavice nad Ohří v roce 1998. Záznamník uvádí 6 povinných míst, povinnost navštívit 20 ze 30 volitelných míst v Česku a 5 ze 13 v Polsku.

## Příklady TTO
- TTO Hradník – obsahuje určitý výčet hradů
- TTO Rozhledník – je zaměřen na návštěvy rozhleden